# José Ferrel
José Ferrel y Félix (Hermosillo, Sonora; 16 de septiembre de 1865 - Ciudad de México, 28 de mayo de 1954) fue un político, periodista y traductor literario mexicano.

## Vida
Nació en Hermosillo, Sonora, el 16 de septiembre de 1865. Sus padres fueron Francisco Ferrel y Aurelia Félix Quiroz. Desde niño pasó a residir en Sinaloa y en 1883, se tituló como abogado. Colaboró en el periódico mazatleco El Correo de la Tarde, y en 1893, fundó El Demócrata, periódico de oposición al régimen de Porfirio Díaz, por lo que estuvo en prisión varias veces. Fundó también El Pacífico, El Intransigente, El Progreso Latino y el Demócrata Mexicano.se casó el 3 de febrero de 1903 con Ernestina Peláez Galán. Tuvieron dos hijos, Aurelia Ferrel Peláez (1906-2005) y José Ferrel Peláez (1908-1950).

## Movimiento Ferrelista
Fue diputado de las legislaturas federales 19°, 20°, 21°, 22° y 23°. En 1909, a la muerte de Francisco Cañedo, se postuló como candidato a la gubernatura del estado, contra el candidato porfirista Diego Redo de la Vega. La población sinaloense decidió votar por Ferrel, quien tuvo importantes adeptos como Ramón F. Iturbe, Rafael Buelna, Heriberto Frías y otros. Sin embargo, las elecciones dieron triunfador a Redo, a pesar de que éste había comprado votos o intimidado a muchos pobladores. 

## Entrevista Ferrel-Madero
Se dio en 1910, entre Ferrel y el candidato a la presidencia de la República, Francisco I. Madero. Madero buscaba adherir a los ferrelistas a su causa. El resultado fue que Ferrel no aceptó la creación de clubes antirreeleccionistas entre los ferrelistas sinaloenses. Madero sin embargo, declaró que Ferrel era simpatizante del antireeleccionismo y que la causa de que se negara a adherir a su grupo era que no quería comprometerse.

## Fin de sus días
Tras la Revolución mexicana, Ferrel pasó a residir a la Ciudad de México, donde murió el 28 de mayo de 1954 a los 88 años de edad.

## Obras
Novelas
- La caída de un ángel (1890)
- Reproducciones (1895)

Crítica Literaria
- Los de la mutua de elogios (1892)

- Una cantidad significativa de artículos periodísticos de 1885 a 1920.

Su hijo José Ferrel Peláez fue un connotado traductor del francés de poetas como:
- Jean Arthur Rimbaud. Una temporada en el infierno. Traducción de José Ferrel. Nota de Luis Cardoza y Aragón. Revista Taller No. 4, México D. F., julio de 1939, pp. 3-37.
- J. A. Rimbaud. Una temporada en el infierno. Versión española de José Ferrel. México D. F.: Editorial Séneca, junio 1942. 72 pp. (Colección El Clavo Ardiendo; 6).Puede leerse en PDF aquí (enlace roto disponible en Internet Archive; véase el historial, la primera versión y la última).